# Kazune Kubota
Kazune Kubota (久保田 和音 Kubota Kazune?, Toyohashi, Aichi, 1 de enero de 1997) es un futbolista japonés que juega como centrocampista en el Reilac Shiga F. C. de la Japan Football League.

## Trayectoria

### Clubes
| Club                     | País  | Año       |
| ------------------------ | ----- | --------- |
| Kashima Antlers          | Japón | 2015-2019 |
| Fagiano Okayama (cedido) | Japón | 2019      |
| Matsumoto Yamaga F. C.   | Japón | 2020      |
| Thespakusatsu Gunma      | Japón | 2021-2023 |
| FC Gifu (cedido)         | Japón | 2023      |
| Reilac Shiga F. C.       | Japón | 2024-     |

## Palmarés

### Títulos nacionales
| Título             | Club            | País  | Año  |
| ------------------ | --------------- | ----- | ---- |
| Copa J. League     | Kashima Antlers | Japón | 2015 |
| J1 League          | Kashima Antlers | Japón | 2016 |
| Copa del Emperador | Kashima Antlers | Japón | 2016 |

### Títulos internacionales
| Título                      | Club            | Sede    | Año  |
| --------------------------- | --------------- | ------- | ---- |
| Liga de Campeones de la AFC | Kashima Antlers | Teherán | 2018 |